# Ernst Kern (Mediziner)
Ernst Kern (* 13. Januar 1923 in Gleisenau, Unterfranken; † 14. Mai 2014 in Zürich) war ein deutscher Chirurg und Chefarzt in Südbaden und Bayern (bis 1991), Hochschullehrer und Organist.

## Leben und Wirken

### Kindheit und Jugend
Ernst Kern wurde in einem Pfarrhaus in eine Pastorenfamilie hineingeboren und wuchs nach der Übersiedlung seiner Familie 1925 in Augsburg auf. Sein Vater Heinrich Kern (1886–1967) war Pfarrer und Rektor der Evangelischen Diakonissenanstalt war. Seine Mutter Elisabeth geb. Schattenmann (1898–1982) war die streng religiöse Tochter des Weißenburger Dekans Franz Schattenmann. Kern hatte zwei jüngere Schwestern.
Ab Frühjahr 1929 besuchte Kern die Volksschule in Augsburg. Wegen einer chronischen Erkrankung der Bronchien hielt er sich 1931 und 1932 jeweils drei Monate in einem Kinderheim in Bayrisch-Gmain auf. 1933 trat er ins Humanistische Gymnasium bei St. Anna in Augsburg. Ab 1934 war er „Pimpf“ im Deutschen Jungvolk und wurde mit 14 Jahren Mitglied der Hitlerjugend. Ab 1938 führte er in Notizbüchern Tagebuch.
Kern wurde nach dem Abitur 1941 zur Wehrmacht eingezogen und diente als Gebirgsjäger bei Gebirgsdivisionen u. a. im Kaukasus (Russland) und in den Karpaten an der Ostfront. Er erkrankte während des Krieges an Hepatitis und einer Paratyphus-Erkrankung und verbrachte bis Februar 1944 längere Zeit in Lazaretten. Seinen ursprünglichen Plan, Musik (mit Hauptfach Orgel) oder Biologie zu studieren, hatte er 1943 infolge des Zweiten Weltkrieges aufgegeben und sich im Heimatlazarett Augsburg 1944 zum Sanitäter ausbilden lassen. Im Sanitätsdienstgrad assistierte Kern 1944 etwa bei der Behandlung des Pneumothorax, der chirurgischen Versorgung blutender Gefäße und der Therapie von Gliedmaßenverletzungen. Ende 1944 erlitt Kern als Obergefreiter eine schwere Verwundung, die einen Lazarettaufenthalt in Augsburg bis zum Kriegsende nach sich zog. Im April und Mai 1945 assistierte er im Reservelazarett Augsburg. Von dort aus begann er das Medizinstudium in München. Im Juni 1945 verbrachte er zwei Wochen im US-Kriegsgefangenenlager Neu-Ulm, wurde aber von der Spruchkammer als „nicht betroffen“ eingestuft entlassen und kehrte nach Augsburg zurück.

### Medizinische Ausbildung
Von 1945 bis 1949 studierte Kern Medizin, zunächst an der Ludwig-Maximilians-Universität München und ab 1946 an der Friedrich-Alexander-Universität Erlangen, wo er 1947 das Physikum bestand. Er famulierte 1948 in Neumarkt-Sankt Veit bei Göttinger und im Jahr 1949 drei Monate beim Orthopäden Franz Becker, der zu seinen wichtigsten ärztlichen Vorbildern zählte. Zu ihm entwickelte sich eine lebenslange Freundschaft. Kern absolvierte 1949 sein Staatsexamen und wurde mit einer Arbeit über den menschlichen Sulfatstoffwechsel „magna cum laude“ promoviert. Zudem erschien seine erste Publikation. Anschließend arbeitete er ab 1950 als Medizinalassistent in der Psychiatrie in Erlangen und ab Herbst 1950 in der Inneren Abteilung des als Ausweichkrankenhaus in einer Villa in der Flottbeker Chaussee (heute Elbchaussee) eingerichteten Diakonissenkrankenhauses Hamburg-Stellingen und war um 1950 auch für ein halbes Jahr in der Frauenheilkunde tätig. Von 1951 bis zum Herbst 1952 war er wieder in Erlangen und Assistent bei Otto Friedrich Ranke am Physiologischen Institut. Hier entstanden Kerns erste wissenschaftlichen medizinischen Publikationen.
Seine chirurgische Laufbahn begann Kern von 1952 bis 1954 als hauptsächlich für Narkosen zuständiger Assistent an der Chirurgischen Universitätsklinik Würzburg bei Werner Wachsmuth, mit dem er später bis zu dessen Tod freundschaftlich verbunden blieb. Die zur Anästhesie angewendete Intubation erlernte er bei dem Würzburger Lungenchirurgen Hans-Joachim Viereck. Als 1953 erstmals ein Neugeborenes mit Ösophagusatresie in Würzburg erfolgreich operiert wurde, war Kern für die Narkose und Nachbeatmung zuständig.
Er unternahm Weiterbildungsreisen, etwa nach Köln und 1953 zu Ernst Derra nach Düsseldorf, wo die Herzchirurgie in künstlicher Unterkühlung (nach Henri Laborit und P. Huguenard) praktiziert wurde, und 1954 zu dem Anästhesisten Kurt Wiemers in Freiburg. Im Jahr 1953 lernte Kern in Köln den dortigen Ordinarius Walter Dick kennen, der einen prägenden Eindruck hinterließ.
Im Frühjahr 1954 kündigte Kern seine Stelle in Würzburg und unternahm mit seiner Frau Reisen nach Süditalien und Schweden, wo er 1954 einen halbjährigen Studienaufenthalt absolvierte und bei dem Chirurgen und Kunstsammler Philip Sandblom (1903–2001) in Lund sowie bei Helge B. Wulff in Malmö hospitierte. Er war als einziger Ausländer Zeuge der ersten und erfolgreich durchgeführten Operation mit Herz-Lungen-Maschine an der Crafoord’schen Klinik (Sabbatsberg-Sjukhuset) in Stockholm, die von dem Oberarzt Åke Senning und Crafoord durchgeführt wurde.

### Freiburg (1954 bis 1966)
Am 1. September 1954 wechselte Kern ans Universitätsklinikum Freiburg zu Hermann Krauß, der sein wichtigster chirurgischer Lehrer wurde. Hier war er zunächst Assistent, Stationsarzt und im Sommersemester 1959 Facharzt. Bei ihm habilitierte er sich mit einer vor allem die Bauchspeicheldrüsenzysten behandelnden chirurgischen Arbeit und wurde im selben Jahr Oberarzt an der Universitätsklinik Freiburg. Seine Antrittsvorlesung hatte Chirurgie und Psyche zum Thema. In Freiburg befasste er sich vor allem mit der Organchirurgie, insbesondere mit der Chirurgie von Galle und Gallenwegen, publizierte auch über allgemeine Themen (etwa Über die vollautomatisch Beatmung bei Intensiv-Patienten) und war von 1964 bis 1966 außerplanmäßiger Professor für Chirurgie.
Mit dem Anästhesisten Wiemers gab Kern 1956 eine Monographie über Die postoperativen Frühkomplikationen, ihre Behandlung und Verhütung heraus, das erste deutsche Buch zum Thema Intensivtherapie. Mit Wiemers zusammen entstanden weitere, vor allem physiologische Publikationen.
Wie dem Ersten Oberarzt der Freiburger Klinik, Fritz Kümmerle, der 1962 als Ordinarius nach Mainz berufen wurde, gelang auch Kern eine erfolgreiche Pankreatektomie (Entfernung der Bauchspeicheldrüse). In der Folge wurde er zunehmend zu Kongressvorträgen eingeladen. Anfang 1962 erhielt er ein Reisestipendium der Deutschen Forschungsgemeinschaft (DFG). 1965 referierte er in München für die Deutsche Gesellschaft für Chirurgie das Hauptreferat über Gallenchirurgie sowie in der Schweiz auf Einladung der Schweizerischen Psychotherapeutischen Gesellschaft über Chirurgie und Psyche. Gefördert durch die DFG und das Goethe-Institut bereiste er ab Herbst 1966 unter anderem die USA und Mexiko. Er hospitierte mehrere Monate an verschiedenen Kliniken in den USA, so bei dem Bauchspeicheldrüsenspezialisten William P. Longmire (1913–2003) in Los Angeles. Weitere Stationen in den USA waren Ohio (bei Robert M. Zollinger, dem Namensgeber des Zollinger-Ellison-Syndroms), die Mayo Clinic, Boston (bei Richard B. Cattell und Kenneth W. Warren) und New York. In Mexiko-Stadt besuchte er den Kongress des International College of Surgeons und in San Francisco den Kongress des American College of Surgeons. Weitere Stationen seiner mit Vorträgen verbundenen Reise waren Japan, Thailand, Indien und Iran.

### Lörrach (1966 bis 1969)
Kern wurde 1966 als unabhängiger Gutachter der Krankenhaussituation an das neu gebaute Städtische Krankenhaus Lörrach bestellt und war von 1967 bis 1969 Chefarzt der mit 150 Betten ausgestatteten Chirurgischen Abteilung. Mit aus Freiburg folgenden Ärzten wurden Assistenzarztstellen, Oberarztstellen und die Stelle der Chefanästhesistin besetzt. In Lörrach lernte Kern den von ihm als Chirurg verehrten, seit 1952 in Basel tätigen, Rudolf Nissen als Nachbarn näher kennen. Seit seiner Zeit in Lörrach lag Kerns Hauptaugenmerk auf den allgemeinchirurgischen Erkrankungen des Bauchraumes (wie Bauchverletzungen, Akutes Abdomen, Bauchfellverwachsungen, Bauchfellentzündung und Darmverschluss). Im Sommer 1968 hielt er Probevorlesungen an der Universität Göttingen (wo Werner Creutzfeldt ihn gern als Chirurgen gesehen hätte), der Universität Marburg und der Universität Würzburg (im Hauptkolleg von Wachsmuth). Auch die Schilddrüsenchirurgie wurde ein Schwerpunkt seiner chirurgischen Tätigkeit, zumal er in Südbaden und Bayern in durch Jodmangel endemischen Kropfgebieten operierte.

### Würzburg (ab 1969)
Zum 1. September 1969 folgte er dem Ruf der Julius-Maximilians-Universität Würzburg als Nachfolger Wachsmuths auf den Lehrstuhl für Chirurgie und übernahm die Leitung der Chirurgischen Universitätsklinik. Sein Oberarzt, der Privatdozent Ruprecht Zwirner, folgte ihm nach Würzburg. Im Oktober 1969 hielt Kern beim Mittelrheinischen Chirurgenkongress in Mainz traditionsgemäß als jüngster Ordiniarius die „Damenrede“, ebenso 1979 als nächstjähriger Vorsitzender in Würzburg. Seine Antrittsvorlesung im Februar 1970 in Würzburg trug den Titel Anwendung und Nichtanwendung der modernen Technik in der Chirurgie.
Kern etablierte in Würzburg Spezialabteilungen für Handchirurgie (besetzt mit Ulrich Lanz), Plastische Chirurgie (Peter Eckert), Gefäßchirurgie (Martin Sperling), Kinderchirurgie (Burkhardt Höcht) und Unfallchirurgie. Er selbst konzentrierte sich vor allem auf die Viszeralchirurgie. An der Würzburger Chirurgischen Universitätsklinik wurde mit Kerns Amtsantritt die weiße durch farbige Operationsbekleidung ersetzt und das AO-Instrumentarium der Arbeitsgemeinschaft für Osteosynthesefragen für neue unfallchirurgische Operationsmethoden eingeführt. Mit seinem Team entwickelte Kern unter anderem die abdominale Lavage, durch die eine schnellere und verbesserte Diagnose bei Bauchverletzungen ermöglicht wurde, sowie die „offene“ Behandlung bei schweren Bauchfellentzündungen (Peritonitistherapie).
Auf dem Internationalen Chirurgenkongress in Kyoto (Japan) im September 1977 hielt Kern den ersten Hauptvortrag (über Peritonitis).
Am 31. März 1991 wurde Kern emeritiert. Seine am 15. Februar 1991 und in Veitshöchheim abgehaltene Abschiedsvorlesung hatte das Thema Echter und vermeintlicher Fortschritt in der Chirurgie.

## Weitere Tätigkeiten und Mitgliedschaften
Kern war Präsident der Bayerischen Chirurgenvereinigung (1972 und 1990) und der Vereinigung Mittelrheinischer Chirurgen (1980). In den Jahren 1972 und 1990 hatte er den Vorsitz beim Bayerischen Chirurgenkongress in Würzburg. 1977 wurde er Mitglied der Academia Leopoldina in Halle (1989 wurde er Obmann der Sektion Chirurgie und damit Angehöriger des Senats).
Als Mit-Schriftleiter der vom Springer-Verlag herausgegebenen Zeitschrift Der Chirurg wirkte er ab 1967 über 20 Jahre. Mit dem dort ebenfalls als Schriftleiter tätigen Georg Heberer sowie Hans-Jürgen Peiper bereiste er 1998 Bhutan. Mit dem Hauptschriftleiter Theodor-Otto Lindenschmidt traf er sich häufig in Hamburg. Er war außerdem 25 Jahre Mitherausgeber der „Breitnerschen Operationslehre“.
Kern verfasste auch medizinhistorische Arbeiten, darunter eine Biografie des Chirurgen Theodor Billroth, erarbeitete mit Karel Bedřich Absolon (1926–2009) weitere biografische Publikationen zu Billroth und war 1999 bei der Anbringung und Enthüllung der Billroth-Gedächtnistafel in Staffelde bei Berlin beteiligt.

## Künstlerische Tätigkeit
Kern erhielt in der Kindheit und Jugend Klavier- und Orgelunterricht. Während seiner Zeit in der Hitlerjugend betätigte er sich dort vor allem im „Bannorchester der HJ“ als Pianist. Vom 14. bis zum 18. Lebensjahr studierte er bei seinem Orgellehrer Karl Hubel vor allem die Orgelwerke von Johann Sebastian Bach. Sein erstes öffentliches Orgelkonzert gab er mit 17 Jahren am Reformationsfest in der Augsburger St.-Anna-Kirche, wo er auch konfirmiert wurde. Sein Orgellehrer zur Zeit seines Medizinstudiums war Günther Lamprecht.
Bezüglich seiner ersten Publikation über den Orgelbau im Jahr 1949, die auch von dem auch von Albert Schweitzer beachtet wurde, stand er fachlich in Kontakt mit Gustav Fock. Zu weiteren organologischen Veröffentlichungen gehörte etwa die 1960 mit dem Orgelbauer Glatter-Götz verfasste Studie Zur Physiologie und Psychologie des Orgelspiels.
In der Zeit bei Wachsmuth in Würzburg pflegte er weiterhin die Musik (beispielsweise Kammermusik) mit dem Augenarzt Walther Reichling (1894–1972) und Oberarzt Ewald Weisschedel (später Chefarzt in Konstanz, † 1976). Auch in Freiburg widmete er sich dem Orgelspiel, erhielt Unterricht beim Organisten der Martin-Luther-Kirche, Ernst Martin Millies, und wirkte im privaten Kreis auf Kammermusikabenden und auch solistisch. Ab 1968 spielte er auf einem ursprünglich für die Zwillingsschwester des Schahs von Persien angefertigten Steinway-Flügel. Auch in Würzburg befasste sich Kern unter anderem publizistisch mit der Orgel und erhielt Unterricht bei den Organisten Günter Jena (Johanniskirche) und Klaus Linsenmeyer (Stift Haug).
1986 gab er in der Würzburger Neubaukirche vor über 1000 Zuhörern ein Konzert auf der neuerbauten viermanualigen Orgel. Nach seiner Emeritierung widmete sich Kern, der seit seiner Jugend unter Hörstörungen litt, der Musik, insbesondere als Organist und Pianist, sowie der von ihm seit 1975 betriebenen Ölmalerei, der Kunstgeschichte, und der Orchideen-Fotografie. Er verfasste ab 1951 außerdem botanische Arbeiten, insbesondere über wildwachsende Orchideen in Europa.

## Familie und Persönliches
Verheiratet war Kern in erster Ehe von 1952 bis 1971, aus der Ehe ging eine Tochter hervor. Nach der Scheidung heiratete Kern 1972 die Schweizer Cellistin und Professorin für Cello Esther Nyffenegger (* 1941). Kerns einziges Kind, die 1955 in erster Ehe geborene Sinologin und Kunsthistorikerin Irene Stoll-Kern, war u. a. Direktorin des Auktionshauses Sotheby’s in Zürich.
Zu den im In- und Ausland vorgenommenen Bergtouren des seit Kindheit den Bergen verbundenen Kern gehörten die Besteigung des Großglockners (1956), des Aetna (1961), des Olymp (1961), des Mount Kenya und 1989 des Kilimanjaro (bis etwa 5000 Meter Höhe).

## Ehrungen
- Medaille Winterschlacht im Osten 1941/42[CV 23]
- Eisernes Kreuz für die Bergung von Verwundeten, 1944/1945[CV 24]
- Ehrenmitglied der Vereinigung Mittelrheinischer Chirurgen
- Fellow des American College of Surgeons[CV 25]
- Mitglied der Deutschen Akademie der Naturforscher Leopoldina, 1977[8]
- Verdienst-Medaille der Leopoldina, 2003[9]

## Veröffentlichungen (Auswahl)

### Fachbereich Medizin
- Der Bereich der Unterschiedsempfindlichkeit des Auges bei festgehaltenem Adaptationszustand. In: Zeitschrift für Biologie. Band 105, 1952, S. 237 ff.
- mit Kurt Wiemers unter Mitwirkung von Hermann Krauss: Die postoperativen Frühkomplikationen. Ihre Behandlung und Verhütung. Georg Thieme, Stuttgart 1957.
- Allgemeine Chirurgie. Springer, Berlin 1967; Neudruck ebenda 2012, ISBN 978-3-642-49093-4.
- mit Kurt Wiemers, Hermann Krauss und Maria Günther: Postoperative Frühkomplikationen. Grundlagen der Krankenbehandlung auf der Wachstation. Thieme, Stuttgart 1969.
- Die Geschichte der Chirurgie in Würzburg. In: Bericht über die unfallmedizinische Tagung in Würzburg des Landesverbandes Bayern der gewerblichen Berufsgenossenschaften am 15./16. November 1969. S. 119–130.
- Zur Geschichte der Chirurgie an der Universität Würzburg. In: Peter Baumgart (Hrsg.): Vierhundert Jahre Universität Würzburg. Eine Festschrift. Degener & Co. (Gerhard Gessner), Neustadt an der Aisch 1982 (= Quellen und Beiträge zur Geschichte der Universität Würzburg. Band 6), ISBN 3-7686-9062-8, S. 827–839.
- mit Hans G. Beger: Akutes Abdomen. Thieme, Stuttgart 1987.
- Karel Bedrich Absolon: Der Großmeister der Chirurgie Theodor Billroth (1829–1894). Deutsche Übers. u. Bearb. von Ernst Kern. Kabel-Verlag, Rockville, Maryland 1989, ISBN 0-930329-29-5 (Originaltitel: Thesurgeon’s surgeon (Theodor Billroth, 1829–1894)).
- mit Karel B. Absolon: Theodor Billroth privat. Die Billroth-Seegen-Briefe. Kabel-Verlag, Hamburg 1989.
- Echter und vermeintlicher Fortschritt in der Chirurgie. In: Würzburger medizinhistorische Mitteilungen. Band 9, 1991, ISSN 0177-5227, S. 417–429.
- Die zweite Wende der Chirurgie. (Festvortrag anläßlich des 60. Geburtstages von Günther Hierholzer in Duisburg am 6. Juni 1993) In: Würzburger medizinhistorische Mitteilungen. Band 12, 1994, S. 363–373.
- Theodor Billroth 1829–1894, Biographie anhand von Selbstzeugnissen. Urban & Schwarzenberg, 1994.
- Das Juliusspital in Würzburg. Mit einem Vorwort von Oberpflegeamtsdirektor Dr. Georg Schorn. Bonitas Bauer, Würzburg 1999.
- Unterricht am Bett. Der Wunsch nach Heilung verband Spital und Universität vpn frühester Zeit an. In: Rheinischer Merkur. Band 56, Nr. 17, 2001, 20. April 2001.
- Der Arzt, speziell der Chirurg, zu Anfang des 21. Jahrhunderts. Privatdruck 2008.
- als Herausgeber (ab 1968) mit Burghard Breitner sowie Herbert Kraus, Ludwig Zukschwerdt, Franz Gschnitzer, Urs Brunner, J. Allenberg, Hans Martin Becker, H. J. Böhmig und J. Dimes: Chirurgische Operationslehre. Urban & Schwarzenberg, München/Wien/Baltimore.

### Fachbereich Musik
- Instrument oder Stellwerk? Gedanken zur Modernisierung der Orgel. In: Musica. Heft 12, 1949.
- Kleine Orgelreise zwischen Weser und Elbe. In: Musica. 1951.
- Die Orgel. In: Therapie des Monats. 1962.
- Die Orgel als Instrument in einer technisierten Welt. In: Ars Organi. 1970.
- Frage des Tempos bei der Wiedergabe Bach’scher Orgelwerke. In: Ars Organi. 1999.

### Autobiografische Werke
- Soldat an der Ostfront 1941–1945. Kranich-Verlag, Zollikon 1999, ISBN 3-906640-93-0 (Kriegstagebuch, geschrieben 1945, 1991 als Fotokopie an engere Freunde verteilt, 1994 in englischer Sprache in New York erschienen[CV 26]).
- Sehen – Denken – Handeln eines Chirurgen im 20. Jahrhundert. ecomed, Landsberg am Lech 2000, ISBN 3-609-20149-5 (Autobiografie und Chirurgiegeschichte in Form eines „Tagebuchs 1999“).
- Dreizehn Leben parallel – Versuch einer Autobiographie. Eigenverlag 2012. Eine seit 1979 geschriebene fortlaufende Autobiografie.